# Sociale controle
Sociale controle is de beheersing van het gedrag van individuen en groepen door de samenleving. Door sociale controle wordt bewerkstelligd dat mensen zich aanpassen aan gedrag dat van hen in de groep wordt verwacht.
Gedrag in groepen wordt bepaald door sociale normen. Leden letten op het gedrag van anderen binnen de groep. Gedrag dat in overeenstemming is met de groepsnormen wordt beloond, vooral doordat de leden bij de groep mogen horen. Afwijkend gedrag wordt afgewezen en gecorrigeerd door straf of desnoods uitsluiting. Na verloop van tijd kan internalisering optreden, waarbij de regels niet langer worden beschouwd als van buitenaf opgelegde voorschriften, maar als richtlijnen die men zelf heeft gekozen.
Sociale controle kan informeel zijn, wanneer er iets speelt tussen gelijkwaardige individuen die deel uitmaken van een samenlevingsverband. Deze vorm van sociale controle vindt vooral plaats in kleinere samenlevingsverbanden zoals een dorp. Sociale controle kan ook formeel zijn, wanneer die uitgeoefend wordt door politie en rechterlijke macht of religieuze ambtsdragers. Hier is sprake van een beroep op geschreven bronnen, zoals de wet of de Bijbel.
Sociale controle kan ook geassocieerd worden met het feit dat er door burgerlijke activiteiten mensen meer met elkaar in contact komen en minder controle nodig is vanuit de overheid. Een uiting daarvan is bijvoorbeeld buurtwhatsapp.